# Colin Campbell, 1:e earl av Argyll
Colin Campbell, 1:e earl av Argyll förvärvade genom gifte lordernas av Lorne titel och gods, 1483 blev han Skottlands lordkansler och dog 1493.